# Irma Johansson
Irma Johansson   (Nederkalix parish, 3 d'abril de 1932), posteriorment coneguda amb el nom de casada Irma Öberg, és una esquiadora de fons sueca, ja retirada, que va competir durant les dècades de 1950 i 1960.
El 1956 va prendre part en els Jocs Olímpics d'Hivern de Cortina d'Ampezzo, on va disputar dues proves del programa d'esquí de fons. Junt a Anna-Lisa Eriksson i Sonja Edström guanyà la medalla de bronze en els relleus 3x5 km, mentre en la cursa dels 10 quilòmetres fou setena. Quatre anys més tard, als Jocs de Squaw Valley, tornà a disputar dues proves del programa d'esquí de fons. Guanyà la medalla d'or en la prova dels relleus 3x5 quilòmetres, formant equip amb Britt Strandberg i Sonja Ruthström-Edström, mentre en els 10 quilòmetres fou vuitena.
En el seu palmarès també destaca una medalla de bronze al Campionat del Món d'esquí nòrdic. A nivell nacional sols guanyà un campionat el 1960.